# Národní park Alas Purwo
Národní park Alas Purwo se nachází na poloostrově Blambangan v indonéské provincii Východní Jáva, konkrétně v její jihovýchodní části v blízkosti Balijského průlivu. Název parku znamená první či starobylý les, podle javánské legendy se z tohoto místa vynořila Země. Oblast má rozlohu asi 434 km2 a pokrývají ji mangrovové, savanové a monzunové nížinné lesy, nalézají se zde také pláže. Nejvyšší horou je Mount Linggamanis s výškou 322 m.
Park je známý pro svou divokou populaci kopytníků bantengů (Bos javanicus) a nachází se zde též významná surfařská lokalita.

## Příroda
Z rostlin se v parku vyskytuje např. vrcholák pravý neboli katapa (Terminalia catappa), kalaba obvejčitá (Calophyllum inophyllum), lejnice smradlavá (Sterculia foetida), baringtonie Barringtonia asiatica či manilkara Manilkara kauki.
Park je rovněž domovinou ohrožených bantengů (Bos javanicus). Odhady z roku 2003 hovořily o populaci o velikosti 80 až 100 zvířat, nicméně průzkum z dubna 2004 v savaně Sadengan objevil pouze 57 bantengů. Roku 2010 zde však bylo na 80 hektarech savany objeveno už 73 bantengů, což je velký nárůst i přes ohrožení následkem ztráty biotopu či ze stran pytláků. Ti tato zvířata loví převážně během období sucha na okrajích parku, kdy bantengové chráněnou oblast opouštějí a hledají vodu. Zvířata jsou zabita a jejich maso prodáno.
Mezi další druhy zvířat žijících v parku patří například dhoulové (Cuon alpinus), hulmani jávští (Trachypithecus auratus), pávi zelení (Pavo muticus), kuři bankivští (Gallus gallus), karety zelenavé (Lepidochelys olivacea), pravé (Eretmochelys imbricata) a obrovské (Chelonia mydas).

## Surfování
Během března a listopadu je zdejší pláž Plengkung v zálivu Grajagan (oblast známá jako G-Land) cílem tisíců surfařů. Oblast je považována za jedno z nejlepších míst pro surfing v Asii, avšak s velkými sjízdnými vlnami o výšce až pět metrů je určena jen pro zkušené surfaře.